# Trepobates knighti
Trepobates knighti är en insektsart som beskrevs av Drake och Harris 1928. Trepobates knighti ingår i släktet Trepobates och familjen skräddare. Inga underarter finns listade i Catalogue of Life.